# 鯨美洲鱥
鯨美洲鱥（學名：Notropis orca），為輻鰭魚綱鯉形目雅羅魚科的其中一種，原分布於北美洲美國新墨西哥州中部到德克薩斯州最南端和鄰近的墨西哥塔毛利帕斯州淡水流域，曾經在格蘭德河的溫暖水域被發現，但數量並不特別豐富。該物種最後一次採集於1975年7月28日，地點為墨西哥塔毛利帕斯州迪亞斯奧爾達斯城下方4.0公里處。隨後從1977年到1994年期間嘗試收集均未成功，被認為自1996年起已滅絕，體長可達9公分。